# Gibson U2
La Gibson U2 è un modello di chitarra elettrica prodotto in serie limitata dalla Gibson per gli U2 nel 1988. 

## Caratteristiche
È stata prodotta in una colorazione nera con una striscia di contorno bianca, e ci sono solo due modelli, distinguibili unicamente dalla marca, che sulla prima Gibson u2 era scritta su tutto la paletta mentre su quella prodotta nel 1989 (ultimo anno di produzione) ha la marca dorata scritta su un lato della paletta. La versione '88 è caratterizzata dal suono tipico della chitarra rock, non del tutto pulito e alquanto aspro (in stile Gibson Les Paul) mentre la versione '89 è caratterizzata dal suono più opacato tipico delle chitarre blues.